# Línea 158 (Interurbanos Madrid)
La línea 158 de la red de autobuses interurbanos de Madrid une el barrio de Pinar de Chamartín con Alcobendas y San Sebastián de los Reyes, llegando al nuevo desarrollo urbanístico de Tempranales.

## Características
Esta línea une a los habitantes del barrio de Pinar de Chamartín con el casco antiguo de Alcobendas y San Sebastián de los Reyes, además del barrio de Tempranales al norte de dicho municipio en un recorrido que dura cerca de 1 hora entre cabeceras.
A su paso da servicio al barrio de Sanchinarro, junto con algunas estaciones de la línea 1 del Metro Ligero de Madrid, las estaciones de Marqués de la Valdavia y Baunatal de la línea 10 del Metro de Madrid y la Estación de Alcobendas-San Sebastián de los Reyes de la línea C-4a de Cercanías Madrid.
Esta línea se creó el 21 de septiembre de 2012 fruto del acuerdo entre el Ayuntamiento de San Sebastián de los Reyes y el Consorcio Regional de Transportes. Con la creación de esta línea se suprimieron todos los servicios de las líneas 152B y 153B.
Esta línea surge por dos motivos fundamentales. El primero, habilitar la primera línea de autobús al barrio de Tempranales y conectarlo con las estaciones de Metro y de Cercanías Renfe más próximas al barrio. Y el segundo motivo se produce por la baja demanda de las líneas 152B y 153B, acentuada sobre todo en horas valle y fines de semana. Es por ello que en los últimos años las frecuencias de ambas líneas han pasado de 30 minutos en 2007 tras inaugurar el Metro a Pinar de Chamartín a los 50 minutos que llevaban en el año 2012. Es por ello por lo que se ha creado esta línea que intenta abarcar los recorridos de ambas líneas por un recorrido intermedio entre ambas líneas.
Junto con la línea 154 se trata de la única línea que comunica San Sebastián de los Reyes con el norte de Madrid en un punto distinto al Intercambiador de Plaza de Castilla.
Siguiendo la numeración de líneas del CRTM, las líneas que circulan por el corredor 1 son aquellas que dan servicio a los municipios situados en torno a la A-1 y comienzan con un 1. Aquellas numeradas dentro de la decena 150 corresponden a aquellas que circulan por Alcobendas y San Sebastián de los Reyes. Particularmente, los números impares en la decena 150 circulan por Alcobendas y los números pares lo hacen por San Sebastián de los Reyes.
La línea mantiene los mismos horarios todo el año (exceptuando las vísperas de festivo y festivos de Navidad).
Está operada por la empresa Interbus mediante la concesión administrativa VCM-101 - Madrid - Alcobendas - Algete - Tamajón (Viajeros Comunidad de Madrid) del Consorcio Regional de Transportes de Madrid.

## Horarios
| Lunes a viernes laborables              |                                  |                                  |                                  |                                  |                                  |                                  |                                  |                                  |                                  |                                  |                                  |                                  |                                  |                                  |                                  |                                  |                                  |                                  |                                  |                                  |                                  |                                  |                                  |                                  |                                  |                                  |                                  |                                  |                                  |                                  |                                  |
| Pinar de Chamartín > Tempranales        | Pinar de Chamartín > Tempranales | Pinar de Chamartín > Tempranales | Pinar de Chamartín > Tempranales | Pinar de Chamartín > Tempranales | Pinar de Chamartín > Tempranales | Pinar de Chamartín > Tempranales | Pinar de Chamartín > Tempranales | Pinar de Chamartín > Tempranales | Pinar de Chamartín > Tempranales | Pinar de Chamartín > Tempranales | Pinar de Chamartín > Tempranales | Pinar de Chamartín > Tempranales | Pinar de Chamartín > Tempranales | Pinar de Chamartín > Tempranales | Pinar de Chamartín > Tempranales | Tempranales > Pinar de Chamartín | Tempranales > Pinar de Chamartín | Tempranales > Pinar de Chamartín | Tempranales > Pinar de Chamartín | Tempranales > Pinar de Chamartín | Tempranales > Pinar de Chamartín | Tempranales > Pinar de Chamartín | Tempranales > Pinar de Chamartín | Tempranales > Pinar de Chamartín | Tempranales > Pinar de Chamartín | Tempranales > Pinar de Chamartín | Tempranales > Pinar de Chamartín | Tempranales > Pinar de Chamartín | Tempranales > Pinar de Chamartín | Tempranales > Pinar de Chamartín | Tempranales > Pinar de Chamartín |
| 07                                      | 08                               | 09                               | 10                               | 11                               | 12                               | 13                               | 14                               | 15                               | 16                               | 17                               | 18                               | 19                               | 20                               | 21                               | 22                               | 06                               | 07                               | 08                               | 09                               | 10                               | 11                               | 12                               | 13                               | 14                               | 15                               | 16                               | 17                               | 18                               | 19                               | 20                               | 21                               |
| 10                                      | 10                               | 10                               | 10                               | 10                               | 10                               | 10                               | 10                               | 10                               | 10                               | 10                               | 10                               | 10                               | 10                               | 10                               | 10                               | 25                               | 15                               | 15                               | 15                               | 15                               | 15                               | 15                               | 15                               | 15                               | 15                               | 15                               | 15                               | 15                               | 15                               | 15                               | 15                               |
| Todo el año                             |                                  |                                  |                                  |                                  |                                  |                                  |                                  |                                  |                                  |                                  |                                  |                                  |                                  |                                  |                                  |                                  |                                  |                                  |                                  |                                  |                                  |                                  |                                  |                                  |                                  |                                  |                                  |                                  |                                  |                                  |                                  |
| Sábados laborables, domingos y festivos |                                  |                                  |                                  |                                  |                                  |                                  |                                  |                                  |                                  |                                  |                                  |                                  |                                  |                                  |                                  |                                  |                                  |                                  |                                  |                                  |                                  |                                  |                                  |                                  |                                  |                                  |                                  |                                  |                                  |                                  |                                  |
| Pinar de Chamartín > Tempranales        | Pinar de Chamartín > Tempranales | Pinar de Chamartín > Tempranales | Pinar de Chamartín > Tempranales | Pinar de Chamartín > Tempranales | Pinar de Chamartín > Tempranales | Pinar de Chamartín > Tempranales | Pinar de Chamartín > Tempranales | Pinar de Chamartín > Tempranales | Pinar de Chamartín > Tempranales | Pinar de Chamartín > Tempranales | Pinar de Chamartín > Tempranales | Pinar de Chamartín > Tempranales | Pinar de Chamartín > Tempranales | Pinar de Chamartín > Tempranales | Pinar de Chamartín > Tempranales | Tempranales > Pinar de Chamartín | Tempranales > Pinar de Chamartín | Tempranales > Pinar de Chamartín | Tempranales > Pinar de Chamartín | Tempranales > Pinar de Chamartín | Tempranales > Pinar de Chamartín | Tempranales > Pinar de Chamartín | Tempranales > Pinar de Chamartín | Tempranales > Pinar de Chamartín | Tempranales > Pinar de Chamartín | Tempranales > Pinar de Chamartín | Tempranales > Pinar de Chamartín | Tempranales > Pinar de Chamartín | Tempranales > Pinar de Chamartín | Tempranales > Pinar de Chamartín | Tempranales > Pinar de Chamartín |
| 07                                      | 08                               | 09                               | 10                               | 11                               | 12                               | 13                               | 14                               | 15                               | 16                               | 17                               | 18                               | 19                               | 20                               | 21                               | 22                               | 06                               | 07                               | 08                               | 09                               | 10                               | 11                               | 12                               | 13                               | 14                               | 15                               | 16                               | 17                               | 18                               | 19                               | 20                               | 21                               |
|                                         | 10                               | 10                               | 10                               | 10                               | 10                               | 10                               | 10                               |                                  | 10                               |                                  | 10                               |                                  | 10                               |                                  | 10                               |                                  | 15                               | 15                               | 15                               | 15                               | 15                               | 15                               | 15                               |                                  | 15                               |                                  | 15                               |                                  | 15                               |                                  | 15                               |

## Recorrido y paradas

### Sentido Alcobendas - San Sebastián de los Reyes (Tempranales)
La línea inicia su recorrido en la Avenida de San Luis, desde donde se dirige hacia el cruce de esta avenida con la Calle de Arturo Soria, que recorre en sentido norte hasta el final de la misma bajo el puente de la M-11. Al otro lado toma la Avenida del Ingeniero Emilio Herrera hasta la Plaza del Alcalde Moreno Torres, donde gira hacia el oeste por la Avenida de Francisco Pi y Margall hasta salir a la A-1.
En la vía de servicio tiene 4 paradas que prestan servicio al área industrial y empresarial de la carretera de Burgos hasta llegar al km. 16, donde toma la salida en dirección a Alcobendas y penetra en el casco urbano.
Dentro del casco urbano, sale de la travesía principal para circular por la Avenida Olímpica (2 paradas), la Calle de Francisca Delgado (sin paradas) y el Bulevar de Salvador Allende (sin paradas) hasta llegar a la rotonda de Moscatelares. En ella toma la Calle de Mariano Sebastián Izuel (1 parada), que recorre entera desembocando en la Calle de la Marquesa Viuda de Aldama (1 parada). Al final de la Calle Marquesa Viuda de Aldama circula brevemente por la Calle de la Libertad (sin paradas) e inmediatamente gira a la derecha por la Calle del Marqués de la Valdavia (3 paradas), por la que sube hasta la intersección con la Avenida de España (3 paradas), girando por esta a la derecha.
Llega a la estación de Cercanías de Alcobendas. A partir de ahí gira hacia la izquierda hacia la Avenida de la Sierra (2 paradas), introduciéndose en San Sebastián de los Reyes. Una vez finalizada la Avenida de la Sierra se gira a la izquierda por la Avenida de Baunatal hasta llegar a la Plaza de la Universidad Popular donde se efectúa parada al lado de la Estación de Baunatal. Continúa por la Avenida de Rosa de Luxemburgo y el Bulevar Manzanares y se gira a la izquierda por el Bulevar Picos de Europa. Es en este bulevar donde la línea acaba su recorrido tras 3 paradas dando servicio al barrio de Tempranales.
| Código | Zona | Localidad                  | Denominación                                                             | Ubicación                                 | Líneas de la parada                                                                   | Metro / Metro Ligero / Cercanías      |
| ------ | ---- | -------------------------- | ------------------------------------------------------------------------ | ----------------------------------------- | ------------------------------------------------------------------------------------- | ------------------------------------- |
| 16807  |      | Madrid                     | Avenida de San Luis - Avenida de Burgos                                  | Avenida de San Luis Nº97                  | 129 150 158                                                                           |                                       |
| 130    |      | Madrid                     | Avenida de San Luis - Calle del Condado de Treviño                       | Avenida de San Luis Nº166                 | 129 150 158                                                                           |                                       |
| 132    |      | Madrid                     | Avenida de San Luis - Calle de Serrano Galvache                          | Avenida de San Luis Nº158                 | 129 150 158                                                                           |                                       |
| 134    |      | Madrid                     | Calle de Arturo Soria - Avenida de San Luis                              | Calle del Jazmín Nº1                      | 29 125 129 150 158                                                                    |                                       |
| 138    |      | Madrid                     | Calle de Arturo Soria - Calle de la Dalía                                | Calle de Arturo Soria Nº330               | 125 129 150 158                                                                       | Pinar de Chamartín                    |
| 140    |      | Madrid                     | Calle de Arturo Soria - Avenida de Manuel Azaña                          | Calle de Arturo Soria Nº334               | 125 129 150 158                                                                       |                                       |
| 5396   |      | Madrid                     | Plaza del Alcalde Moreno Torres                                          | Plaza del Alcalde Moreno Torres Nº4       | 158                                                                                   | Virgen del Cortijo                    |
| 16882  |      | Madrid                     | Avenida de Francisco Pi y Margall - Calle de Vicente Blasco Ibáñez       | Avenida de Francisco Pi y Margall Nº75    | 158                                                                                   |                                       |
| 3606   |      | Madrid                     | Avenida de Francisco Pi y Margall - Avenida de Isabel Valois             | Avenida de Francisco Pi y Margall Nº96    | 173 158                                                                               |                                       |
| 3604   |      | Madrid                     | Avenida de Francisco Pi y Margall - Calle de María de Portugal           | Avenida de Francisco Pi y Margall Nº89    | 173 158                                                                               |                                       |
| 06686  |      | Madrid                     | Avenida de Burgos - Centro Comercial Sanchinarro                         | Avenida de Burgos Nº133                   | 151 152C 153 154C 155 156 157 157C 158 159 161 171 181 182 183 184 185 N101 N102 N103 |                                       |
| 06687  |      | Madrid                     | Avenida de Burgos - Dominicos                                            | Avenida de Burgos km. 11,3                | 151 152C 153 154C 155 156 157 157C 158 159 161 171 181 182 183 184 185 N101 N102 N103 |                                       |
| 06689  |      | Alcobendas                 | Carretera A-1 - Calle de Cuesta Blanca                                   | Carretera de Irún km. 13,7                | 151 152C 153 154C 156 158 159 161 171 181 182 183 184 185 N101 N102 N103              |                                       |
| 06690  |      | Alcobendas                 | Carretera de Irún - Concesionario                                        | Carretera de Irún km. 14,7                | 151 152C 153 154 154C 156 157 158 161 N103                                            |                                       |
| 06691  |      | Alcobendas                 | Avenida Olímpica - Centro Comercial La Vega                              | Avenida Olímpica Nº9                      | 151 152C 153 154 154C 156 158 161 171 N103                                            |                                       |
| 06692  |      | Alcobendas                 | Avenida Olímpica - Pabellón Deportivo                                    | Avenida Olímpica Nº3A                     | 151 152C 153 154 154C 156 158 161 171 181 182 183 191193194195196197N103 N104VAC-242  |                                       |
| 07236  |      | Alcobendas                 | Avenida de España - Calle de Mariano Sebastián Izuel                     | Avenida de España Nº72                    | 151 153 158 180 827 828 N101 N102 2 5 10                                              |                                       |
| 06755  |      | Alcobendas                 | Calle de la Marquesa Viuda de Aldama - Calle de Nuestra Señora del Pilar | Calle de la Marquesa Viuda de Aldama Nº14 | 151 152C 153 154 154C 156 158 161 171 827 828 N101 2 5 10                             |                                       |
| 06756  |      | Alcobendas                 | Calle del Marqués de la Valdavia - Calle de Ramón Fernández Guisasola    | Calle del Marqués de la Valdavia Nº20     | 151 153 158 827 828 N101 2 5 10                                                       | Marqués de la Valdavia                |
| 06758  |      | Alcobendas                 | Calle del Marqués de la Valdavia - Calle de Nemesio de Castro            | Calle del Marqués de la Valdavia Nº44     | 151 153 158 827 828 N101 2 5 10                                                       |                                       |
| 06759  |      | Alcobendas                 | Calle del Marqués de la Valdavia - Avenida de España                     | Calle del Marqués de la Valdavia Nº88     | 151 153 158 827 828 N101 2 5 10                                                       |                                       |
| 06763  |      | Alcobendas                 | Avenida de España - Ayuntamiento                                         | Avenida de España Nº34                    | 151 158 827 828 2 10                                                                  |                                       |
| 10614B |      | Alcobendas                 | Avenida de España - Estación de Alcobendas-San Sebastián de los Reyes    | Avenida de España Nº52                    | 151 158 827 828 N101 2                                                                | Alcobendas-San Sebastián de los Reyes |
| 06769  |      | San Sebastián de los Reyes | Avenida de la Sierra - Centro Comercial La Viña                          | Avenida de la Sierra Nº37                 | 158 827 2                                                                             |                                       |
| 06794  |      | San Sebastián de los Reyes | Avenida de la Sierra - Calle Navas de Tolosa                             | Avenida de la Sierra Nº23                 | 154C 158 N102 4 5                                                                     |                                       |
| 06796  |      | San Sebastián de los Reyes | Avenida de Baunatal - Plaza de Andrés Caballero                          | Avenida de Baunatal Nº2                   | 154 154C 158 N102 4 5                                                                 |                                       |
| 06804  |      | San Sebastián de los Reyes | Plaza de la Universidad Popular - Estación de Baunatal                   | Plaza de la Universidad Popular Nº2       | 153 154 154C 158 827A N102 4 5                                                        | Baunatal                              |
| 10447  |      | San Sebastián de los Reyes | Avenida de Rosa Luxemburgo - Calle de Calderón de la Barca               | Avenida de Rosa Luxemburgo Nº13           | 154C 158 N102 4                                                                       |                                       |
| 18973  |      | San Sebastián de los Reyes | Bulevar Manzanares - Avenida Hayedo de Montejo                           | Bulevar Manzanares S/Nº                   | 158                                                                                   |                                       |
| 18976  |      | San Sebastián de los Reyes | Bulevar Picos de Europa - Avenida de Timanfaya                           | Bulevar Picos de Europa Nº18              | 158                                                                                   |                                       |
| 18978  |      | San Sebastián de los Reyes | Bulevar Picos de Europa - Calle Sierra Espuña                            | Bulevar Picos de Europa Nº24              | 158                                                                                   |                                       |
| 18979  |      | San Sebastián de los Reyes | Bulevar Picos de Europa - Bulevar de la Sierra de Albarracín             | Bulevar Picos de Europa Nº34              | 158                                                                                   |                                       |

### Sentido Madrid (Pinar de Chamartín)
El recorrido en sentido Madrid es igual al de ida pero en sentido contrario excepto en determinados puntos:
- En Alcobendas circula por la Calle de la Marquesa Viuda de Aldama y Calle de la Libertad antes de salir a la vía de servicio de la A-1.
- La parada 06690 - Carretera de Irún - Concesionario no tiene pareja para las expediciones de vuelta.
- En la vía de servicio de la A-1 realiza adicionalmente la parada 06864 - Carretera A-1 - El Encinar de los Reyes. La pareja de la parada 06864 no se realiza a la ida.

| Código | Zona | Localidad                  | Denominación                                                             | Ubicación                                  | Líneas de la parada                                                                   | Metro / Metro Ligero / Cercanías      |
| ------ | ---- | -------------------------- | ------------------------------------------------------------------------ | ------------------------------------------ | ------------------------------------------------------------------------------------- | ------------------------------------- |
| 18979  |      | San Sebastián de los Reyes | Bulevar Picos de Europa - Bulevar de la Sierra de Albarracín             | Bulevar Picos de Europa Nº34               | 158                                                                                   |                                       |
| 18977  |      | San Sebastián de los Reyes | Bulevar Picos de Europa - Calle Sierra Espuña                            | Bulevar Picos de Europa Nº23               | 158                                                                                   |                                       |
| 18975  |      | San Sebastián de los Reyes | Bulevar Picos de Europa - Calle Tablas de Daimiel                        | Bulevar Picos de Europa Nº13               | 158                                                                                   |                                       |
| 18974  |      | San Sebastián de los Reyes | Bulevar Manzanares - Bulevar Picos de Europa                             | Bulevar Manzanares S/Nº                    | 158                                                                                   |                                       |
| 10446  |      | San Sebastián de los Reyes | Avenida de Rosa Luxemburgo - Avenida de Miguel Hernández                 | Avenida de Rosa Luxemburgo Nº13            | 154C 158 4 7                                                                          |                                       |
| 11598  |      | San Sebastián de los Reyes | Avenida de Rosa Luxemburgo - Estación de Baunatal                        | Avenida de Rosa Luxemburgo Nº1             | 154C 158 4 7                                                                          | Baunatal                              |
| 06797  |      | San Sebastián de los Reyes | Avenida de Baunatal - Plaza de Andrés Caballero                          | Avenida de Baunatal Nº1A                   | 154 154C 158 827A 4 5                                                                 |                                       |
| 06795  |      | San Sebastián de los Reyes | Avenida de la Sierra - Calle Cervantes                                   | Avenida de la Sierra Nº10                  | 154 154C 158 827A 4                                                                   |                                       |
| 12730  |      | San Sebastián de los Reyes | Avenida de la Sierra - Estación de Alcobendas-San Sebastián de los Reyes | Avenida Marruecos Nº6                      | 158 4 7                                                                               | Alcobendas-San Sebastián de los Reyes |
| 06762  |      | Alcobendas                 | Avenida de España - Ayuntamiento                                         | Avenida de España Nº34                     | 151 158 827A 5                                                                        |                                       |
| 06766  |      | Alcobendas                 | Calle del Marqués de la Valdavia - Avenida de España                     | Calle del Marqués de la Valdavia Nº69      | 151 153 158 5                                                                         |                                       |
| 06767  |      | Alcobendas                 | Calle del Marqués de la Valdavia - Calle de las Islas Bikini             | Calle del Marqués de la Valdavia Nº37      | 151 153 158 5                                                                         | Marqués de la Valdavia                |
| 06768  |      | Alcobendas                 | Calle de la Libertad - Calle de Julián Baena Castro                      | Calle de la Libertad Nº26                  | 06768 A 154 158 171 06768 B 152C 154C 161 N101 5 06768 C 151 153 156                  |                                       |
| 06863  |      | Alcobendas                 | Carretera A-1 - Calle de Cuesta Blanca                                   | Carretera de Irún km. 14,2                 | 151 152C 153 154C 156 158 159 161 171 181 182 183 184 185 N101 N102 N103              |                                       |
| 06864  |      | Alcobendas                 | Carretera A-1 - El Encinar de los Reyes                                  | Carretera de Irún km. 13                   | 151 152C 153 154C 155 156 158 159 161 171 181 182 183 184 185 N101 N102 N103          |                                       |
| 06865  |      | Madrid                     | Avenida de Burgos - Dominicos                                            | Avenida de Santo Domingo de la Calzada Nº1 | 151 152C 153 154C 155 156 157 157C 158 159 161 171 181 182 183 184 185 N101 N102 N103 |                                       |
| 50000  |      | Madrid                     | Avenida de Burgos - Centro Financiero                                    | Avenida de Burgos Nº135                    | 151 152C 153 154C 155 156 157 157C 158 159 161 171 181 182 183 184 185 N101 N102 N103 |                                       |
| 3603   |      | Madrid                     | Avenida de Francisco Pi y Margall - Calle de María de Portugal           | Avenida de Francisco Pi y Margall Nº89     | 173 N1 158                                                                            |                                       |
| 3605   |      | Madrid                     | Avenida de Francisco Pi y Margall - Avenida de Isabel Valois             | Avenida de Francisco Pi y Margall Nº81     | 173 N1 158                                                                            |                                       |
| 5395   |      | Madrid                     | Avenida de Francisco Pi y Margall - Calle de Vicente Blasco Ibáñez       | Avenida de Francisco Pi y Margall Nº75     | 174 158                                                                               |                                       |
| 5403   |      | Madrid                     | Avenida del Ingeniero Emilio Herrera - Plaza del Alcalde Moreno Torres   | Avenida del Ingeniero Emilio Herrera Nº12  | 174 N1 158                                                                            | Virgen del Cortijo                    |
| 139    |      | Madrid                     | Calle de Arturo Soria - Avenida de Manuel Azaña                          | Calle de Arturo Soria Nº337                | 125 129 150 N1 158                                                                    |                                       |
| 137    |      | Madrid                     | Calle de Arturo Soria Nº329                                              | Calle de Arturo Soria Nº329                | 125 129 150 N1 158                                                                    | Pinar de Chamartín                    |
| 133    |      | Madrid                     | Calle de Arturo Soria - Avenida de San Luis                              | Calle de Arturo Soria Nº310                | 29 129 150 158                                                                        |                                       |
| 131    |      | Madrid                     | Avenida de San Luis - Calle de Serrano Galvache                          | Avenida de San Luis Nº158                  | 129 150 158                                                                           |                                       |
| 129    |      | Madrid                     | Avenida de San Luis - Calle del Condado de Treviño                       | Avenida de San Luis Nº166                  | 129 150 158                                                                           |                                       |
| 16807  |      | Madrid                     | Avenida de San Luis - Avenida de Burgos                                  | Avenida de San Luis Nº97                   | 129 150 158                                                                           |                                       |